# The Lightning Seeds
I The Lightning Seeds sono un gruppo musicale alternative rock britannico, attivo dal 1989 e originario di Liverpool.

## Storia del gruppo
Il gruppo è stato fondato da Ian Broundie (già Big in Japan) originariamente come one man band. Il gruppo si è espanso nel 1994 quando ha intrapreso un tour a seguito della pubblicazione di Jollification. Negli anni '90 la band ha avuto un buon successo ed è ricordata soprattutto per il singolo Three Lions, realizzato in collaborazione con David Baddiel e Frank Skinner.
Dopo l'uscita di Tilt (1999), il gruppo ha intrapreso una pausa lunga fino al 2006, anno in cui hanno registrato e pubblicato un greatest hits.
Il sesto disco in studio, il primo dopo la reunion, è uscito nel 2009.

## Formazione
Attuale
- Ian Broudie (1989-2000; 2006-presente) - voce, chitarra
- Martyn Campbell (1994-2000; 2009-presente) - basso
- Angie Pollack (1996-2000; 2009-presente) - tastiere
- Riley Broudie (2009-presente) - chitarra
- Jack Prince (2012-presente) - batteria

Ex membri principali
- Chris Sharrock (1994-1997) - batteria
- Steve Louis (1993-1995) - tastiere
- Ali Kane (1994-1996) - tastiere
- Paul Hemmings (1994-1998) - chitarra
- Zak Starkey (1997-2000) - batteria

## Discografia
Album studio
- 1990 - Cloudcuckooland
- 1992 - Sense
- 1994 - Jollification
- 1996 - Dizzy Heights
- 1999 - Tilt
- 2009 - Four Winds

Raccolte
- 1996 - Pure
- 1997 - Like You Do... Best of the Lightning Seeds
- 2003 - Life of Riley: The Lightning Seeds Collection
- 2006 - The Very Best of The Lightning Seeds